# Parlamentswahlen in Niger 1995
Die Parlamentswahlen in Niger 1995 fanden am 12. Januar 1995 statt. Gewählt wurden die 83 Abgeordneten der Nationalversammlung Nigers.

## Hintergrund
Die Partei PNDS-Tarayya verließ im September 1994 die Regierungskoalition Allianz der Kräfte des Wandels, wodurch Staatspräsident Mahamane Ousmane (CDS-Rahama) nicht länger eine absolute Mehrheit an ihn unterstützenden Parteien in der Nationalversammlung besaß. Ousmane ernannt am 6. Oktober 1994 Souley Abdoulaye (CDS-Rahama) zum Premierminister einer Übergangsregierung, die bereits am 16. Oktober 1994 nach einem Misstrauensvotum im Parlament zurücktrat. Der Staatspräsident löste daraufhin am 17. Oktober 1994 die Nationalversammlung auf und schrieb Neuwahlen aus. Diese hätten ursprünglich am 31. Dezember 1994 stattfinden sollen und wurden zweimal verschoben. Der Wahlkampf fand vor dem Hintergrund einer schweren wirtschaftlichen und sozialen Krise im Land statt. Die Wahlen selbst wurden von internationalen und nationalen Beobachtern überwacht.

## Ergebnisse
Von 4.376.031 registrierten Wählern gingen 1.530.198 zu den Urnen. Dies entspricht einer Wahlbeteiligung von 34,9 %. Von den abgegebenen Stimmzetteln wurden 1.446.121 als gültig und 84.077 als ungültig gewertet.
| Partei                                                                  | Stimmenanzahl | Stimmenanteil | Sitze |
| ----------------------------------------------------------------------- | ------------- | ------------- | ----- |
| Nationale Bewegung der Entwicklungsgesellschaft (MNSD-Nassara)          | 467.080       | 32,3 %        | 29    |
| Demokratische und soziale Versammlung (CDS-Rahama)                      | 428.760       | 29,6 %        | 24    |
| Nigrische Partei für Demokratie und Sozialismus (PNDS-Tarayya)          | 203.629       | 14,1 %        | 12    |
| Nigrische Allianz für Demokratie und Fortschritt (ANDP-Zaman Lahiya)    | 186.247       | 12,9 %        | 9     |
| Partei für nationale Einigung und Demokratie (PUND-Salama)              | 34.610        | 2,4 %         | 3     |
| Union für Demokratie und sozialen Fortschritt (UDPS-Amana)              | 45.724        | 3,1 %         | 2     |
| Nigrische Sozialdemokratische Partei (PSDN-Alhéri)                      | 21.010        | 1,5 %         | 2     |
| Nigrische Fortschrittspartei (PPN-RDA)                                  | 18.294        | 1,3 %         | 1     |
| Union der demokratischen und fortschrittlichen Patrioten (UPDP-Chamoua) | 13.589        | 0,9 %         | 1     |
| andere                                                                  | 27.178        | 1,9 %         | –     |
| Gesamt                                                                  | 1.446.121     | 100 %         | 83    |

## Folgen
Die Parlamentswahlen bewirkten keine entscheidenden Veränderungen bei den Mehrheitsverhältnissen. Die Allianz der Kräfte des Wandels bemängelte angebliche Irregularitäten in einigen Wahlkreisen, der Oberste Gerichtshof erklärte die Wahlen jedoch für gültig. Am 8. Februar 1995 wurde Mahamadou Issoufou vom PNDS-Tarayya zum Präsidenten der Nationalversammlung gewählt. Am 25. Februar 1995 sah sich Staatspräsident Mahamane Ousmane gezwungen, Hama Amadou vom MNSD-Nassara, der ebenfalls nicht der Allianz der Kräfte des Wandels angehörte, zum Premierminister ernennen. Im System der Cohabitation verweigerte der Staatspräsident die Zusammenarbeit mit der Regierung und dem Parlament. Kurz bevor er verfassungsgemäß erneut die Nationalversammlung hätte auflösen und Neuwahlen hätten ansetzen können, wurde Ousmane am 27. Januar 1996 durch einen Militärputsch unter der Führung von Ibrahim Baré Maïnassara gestürzt.